# Hylopetes
Hylopetes é um gênero de roedores da família Sciuridae.

## Espécies
- Hylopetes alboniger (Hodgson, 1836)
- Hylopetes baberi (Blyth, 1847)
- Hylopetes bartelsi Chasen, 1939
- Hylopetes lepidus (Horsfield, 1823)
- Hylopetes nigripes (Thomas, 1893)
- Hylopetes phayrei (Blyth, 1859)
- Hylopetes platyurus (Jentink, 1890)
- Hylopetes sipora Chasen, 1940
- Hylopetes spadiceus (Blyth, 1847)
- Hylopetes winstoni (Sody, 1949)